# Georges Guynemer

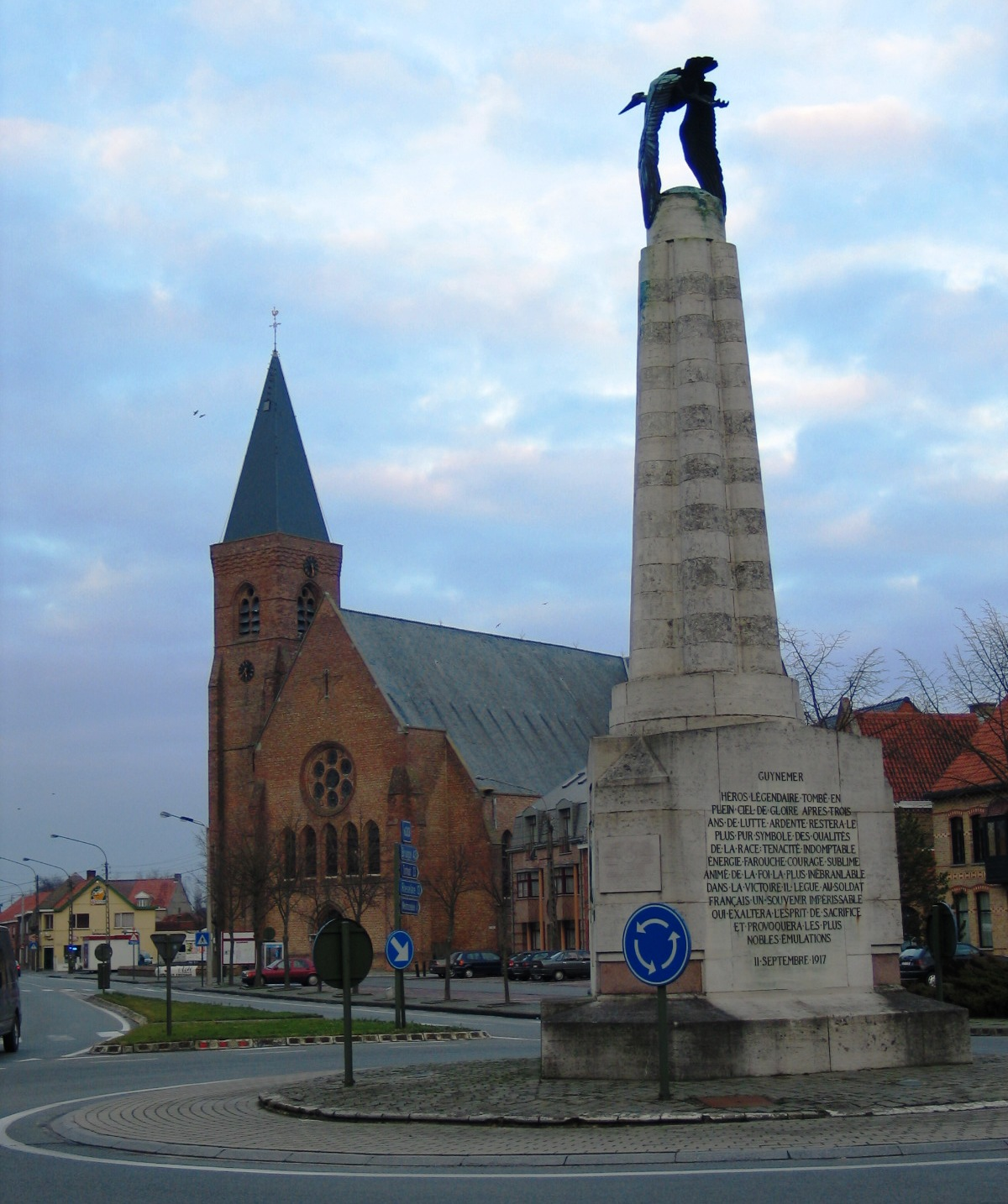
Gedenkteken voor Georges Guynemer in het centrum van Poelkapelle (15 feb 2005)

Georges Guynemer (Parijs, 24 december 1894 – Poelkapelle, 11 september 1917) was een Frans militair piloot en een van de bekendste luchthelden uit de Eerste Wereldoorlog.

## Carrière
Georges Guynemer kwam uit een vooraanstaande familie: zijn vader was beroepsofficier, zijn moeder was van adel en verwant aan het Franse koningshuis. Hij had als kind een zwakke gezondheid.
Bij het uitbreken van de Eerste Wereldoorlog meldde de 19-jarige Guynemer zich voor het leger, maar werd afgekeurd om gezondheidsredenen. Hij wendde de invloed van zijn vader aan om toch te worden aanvaard, maar tevergeefs.
Toen hij kort nadien militaire vliegtuigen zag landen, informeerde hij bij een van de piloten hoe men militair piloot kon worden. In november 1914 nam hij dienst als leerling-mecanicien in de militaire luchtvaartschool in Pau. Dat gaf hem geen recht om te leren vliegen, maar na aandringen aanvaardde de commandant van de luchtvaartschool hem begin 1915 als leerling-piloot. Eind april van dat jaar had hij zijn brevet van militair piloot. In juni ging hij in dienst bij het Escadrille des Cigognes (de ooievaars), waar hij tot zijn dood zou blijven.
In juni 1915 werd hij bevorderd tot sergeant en kreeg hij het Croix de Guerre vanwege zijn koelbloedig gedrag bij verkenningsvluchten. Op 19 juli 1915 haalde hij voor het eerst een Duits vliegtuig neer waarvoor hij twee dagen later de médaille militaire ontving. Na zijn derde overwinning kreeg hij op 24 december van dat jaar - zijn 21ste verjaardag- het kruis van ridder van het Legioen van Eer van president Poincaré. Het jaar daarop werd hij onderluitenant.
Hij werd internationaal een bekende held na een luchtgevecht met de Duitse held Ernst Udet. De mitrailleurs van Udet blokkeerden en Guynemer merkte dat. Hij groette zijn tegenstander en vloog weg. Door zijn prestaties en zijn ridderlijk optreden kreeg hij de bijnaam "Guynemer de legendarische".
In zijn korte carrière vloog Guynemer met verschillende types vliegtuigen: eerst een Morane-Saulnier, later Nieuport, SPAD VII, SPAD XII en uiteindelijk SPAD XIII. Hij gaf elk van zijn vliegtuigen de naam "Vieux Charles" en liet ze meestal geel schilderen.
In juli 1917, twee maanden voor zijn dood, kreeg hij het bevel over het Escadrille des Cigognes.

## Verdwijning
Zijn laatste vlucht maakte hij op 11 september 1917. In zijn SPAD XIII voerde hij een vlucht uit over het front in Vlaanderen, waar toen de derde slag bij Ieper woedde, samen met een andere Franse piloot, Jean Bozon-Verduraz. Boven Poelkapelle viel hij een Duits verkenningsvliegtuig aan. Bozon-Verduraz zag toen andere Duitse toestellen naderen en probeerde ze van Guynemer weg te lokken. Kort daarop verloor hij Guynemer uit het oog en keerde alleen terug. Guynemer keerde niet terug en werd als vermist opgegeven.
Kort daarop lieten de Duitsers weten dat Guynemer was neergeschoten door de Duitse piloot Kurt Wissemann, die zelf 17 dagen nadien bij een luchtgevecht zou omkomen. Zijn vliegtuig en zijn lichaam zouden zijn gevonden nabij Poelkapelle en het lichaam van Guynemer zou zijn geïdentificeerd.
Op 18 oktober bevestigde het Amerikaanse Rode Kruis de dood van Guynemer. Het liet weten dat zijn lichaam door Duitse troepen overgebracht werd naar Brussel om daar te worden begraven, maar er zijn later nooit aanwijzingen gevonden dat dit inderdaad is gebeurd.
Een aantal Vlaamse getuigen beweerden dan Guynemer in Rumbeke begraven is. Hoe dan ook is zijn graf nooit gevonden. Als hij ter plekke werd begraven, zou elk spoor zijn uitgewist door het hevige artillerievuur.

## Eerbetoon
Op het moment van zijn verdwijning was Guynemer een nationale held. Met 53 erkende luchtoverwinningen (plus nog eens 35 die hij mogelijk zou hebben behaald) was hij op dat moment de meest succesvolle Franse "aas". Zijn vliegtuig was daarvoor al zeven keer neergeschoten geweest, maar hij had het telkens overleefd. Hij was ook de eerste die een Gotha-bommenwerper wist neer te schieten. Ooit haalde hij vier vliegtuigen neer op één dag (25 mei 1917).
In het Pantheon in Parijs is een gedenkplaat ter ere van Guynemer aangebracht, die zijn nooit gevonden graf moet vervangen.
In Poelkapelle werd in 1923 een monument ter ere van Guynemer opgericht. Het kwam er op initiatief van enkele bekende Belgische jachtpiloten. Guynemers laatste dagorder met de opdracht van de Belgische piloten staat in het monument gebeiteld. De ooievaar boven de gedenksteen verwijst naar het Escadrille des Cicognes. Lange tijd nog vonden er bij het monument herdenkingsplechtigheden plaats.

## Militaire loopbaan
- Caporal: 8 mei 1915
- Sergent: 20 juli 1915
- Sous-lieutenant: 4 maart 1916
- Lieutenant: 31 december 1916
- Capitaine: 18 februari 1917

## Onderscheidingen
- Legioen van Eer
  - Officier op 11 juni 1917[1]
  - Ridder op 24 december 1915[1]
- Médaille militaire op 21 July 1915[1]
- Croix de guerre 1914-1918 met 26 Palmen
- Sint-Georgekruis
- Orde van Danilo
- Orde van de Ster van Karageorge
- Orde van Voorname Dienst (DSO)
- Orde van Michaël de Dappere
- Oorlogskruis
- Officier in de Leopoldsorde

## Luchtoverwinningen[1][2]
| Nummer | Datum             | Soort           | Nationaliteit     | Lot                                                                  | Locatie                                              | Eenheid                      |
| ------ | ----------------- | --------------- | ----------------- | -------------------------------------------------------------------- | ---------------------------------------------------- | ---------------------------- |
| 1      | 19 juli 1915      | Aviatik C       | Duitse Keizerrijk | Neergeschoten, August Ströbel † 27 juli, Johannes Werner †           | Septmonts                                            | FA 26                        |
| 2      | 5 december 1915   | Aviatik C       | Duitse Keizerrijk | Neergeschoten                                                        | Bois Carré                                           |                              |
| 3      | 8 december 1915   | LVG C           | Duitse Keizerrijk | Neergeschoten, Kurt Biesendahl †, Hans Reitter †                     | Beuvraignes                                          | FA 27                        |
| 4      | 14 december 1915  | Fokker E        | Duitse Keizerrijk | Neergeschoten                                                        | Zuidoostelijk van Noyon                              |                              |
| 5      | 3 februari 1916   | LVG C           | Duitse Keizerrijk | Neergeschoten, vliegenier onbekend, Heinrich Zwenger †               | Roye                                                 | FA 27                        |
| 6      | 3 februari 1916   | LVG C           | Duitse Keizerrijk | Neergeschoten                                                        | Carrépuis; oostelijk van Roye                        |                              |
| 7      | 5 februari 1916   | LVG C           | Duitse Keizerrijk | Neergeschoten, Ludwig Fuchs gewond, Karl Haffner †                   | Herbécourt                                           | FA 1b                        |
| 8      | 12 maart 1916     | LVG C           | Duitse Keizerrijk | Neergeschoten, Friedrich Ackermann †, Friedrich Marquardt †          | Ribécourt                                            | FA 61                        |
| 9      | 22 juni 1916      | LVG C           | Duitse Keizerrijk | Neergeschoten, Fritz Müller †, Walter von der Ohe †                  | Rosières-en-Santerre                                 | FA 59                        |
| 10     | 16 juli 1916      | LVG C           | Duitse Keizerrijk | Neergeschoten, Franz Siegwart † of Ludwig König †                    | Barleux                                              | FA 8b                        |
| 11     | 28 juli 1916      | LVG C           | Duitse Keizerrijk | Neergeschoten                                                        | Gandau                                               |                              |
| 12     | 3 augustus 1916   | EA              | Duitse Keizerrijk | Neergeschoten                                                        | Barleux                                              |                              |
| 13     | 17 augustus 1916  | Aviatik         | Duitse Keizerrijk | Neergeschoten, Johannes Schröter †, Paul Wagner †                    | Grancourt                                            | FA 42                        |
| 14     | 18 augustus 1916  | Rumpler C       | Duitse Keizerrijk | Neergeschoten, Walter Strauss †, Karl Ramfeld †                      | Bouchavesnes                                         | FA 26                        |
| 15     | 4 september 1916  | Aviatik C.II    | Duitse Keizerrijk | Neergeschoten, Otto Fresenius †, Hans Steiner †                      | Hyencourt                                            | KG 7/Ks 37                   |
| 16     | 15 september 1916 | Rumpler C       | Duitse Keizerrijk | Neergeschoten                                                        | Saint-Christ                                         |                              |
| 17     | 23 september 1916 | Fokker E        | Duitse Keizerrijk | Neergeschoten, Fritz Neumann †, Walter Blume †                       | Erches                                               | KG 7/Ks 39                   |
| 18     | 23 september 1916 | Fokker E        | Duitse Keizerrijk | Neergeschoten, Günther Dorrien †, Walter Gericke †                   | Laucourt                                             | FA 61                        |
| 19     | 10 november 1916  | Albatros D      | Duitse Keizerrijk | Neergeschoten, Christian Kress †                                     | Ten zuiden van Nesles                                | Jasta 6                      |
| 20     | 10 november 1916  | Albatros C      | Duitse Keizerrijk | Neergeschoten, Max Traun †, Walter Groll †                           | Morcourt                                             | FA 59                        |
| 21     | 16 november 1916  | Fokker E        | Duitse Keizerrijk | Neergeschoten, Ernst Wever †                                         | Omiecourt-Pertain                                    | Jasta 6                      |
| 22     | 22 november 1916  | Halberstadt C.L | Duitse Keizerrijk | Neergeschoten                                                        | Oostelijk van Saint-Christ                           |                              |
| 23     | 22 november1916   | Halberstadt     | Duitse Keizerrijk | Neergeschoten, Erich Zschunke gewond                                 | Falvy                                                | Jasta 6                      |
| 24     | 26 december 1916  | Halberstadt C.L | Duitse Keizerrijk | Neergeschoten                                                        | Oostelijk van Misery                                 |                              |
| 25     | 27 december 1916  | Albatros        | Duitse Keizerrijk | Neergeschoten, Ernst Dörner †, August Gültig †                       | Westelijk van Péronne                                | KG 4                         |
| 26     | 23 januari 1917   | Albatros C      | Duitse Keizerrijk | Neergeschoten                                                        | Maurepas                                             |                              |
| 27     | 23 januari 1917   | Rumpler C       | Duitse Keizerrijk | Neergeschoten, Bernhard Röder †, Otto von Schanzenbach †             | Chaulnes                                             | FA 216w                      |
| 28     | 24 januari 1917   | Rumpler C       | Duitse Keizerrijk | Neergeschoten, vliegenier gewond, Kurt Just †                        | Goyencourt                                           | FA 234                       |
| 29     | 24 januari 1917   | Rumpler C       | Duitse Keizerrijk | Neergeschoten, bemanning gewond en krijgsgevangen                    | Lignieres                                            |                              |
| 30     | 26 januari 1917   | Albatros C      | Duitse Keizerrijk | Bemanning krijgsgevangen                                             | Montdidier                                           | FA 266                       |
| 31     | 8 februari 1917   | Gotha G         | Duitse Keizerrijk | Neergeschoten                                                        | Bouconville                                          |                              |
| 32     | 16 maart 1917     | Albatros C      | Duitse Keizerrijk | Neergeschoten, August Reichenbach †, Wilfried Buchdrucker †          | Serres                                               | FA 1                         |
| 33     | 16 maart 1917     | Rumpler C       | Duitse Keizerrijk | Neergeschoten, Rudi Lothar Freiherr von Hausen † 15 juli             | Hoéville                                             | Jasta 23                     |
| 34     | 16 maart 1917     | Albatros C      | Duitse Keizerrijk | Neergeschoten, Karl Bruon Kolrep †, Feodor Kellner †                 | Regneville-en-Haye                                   | FA 279                       |
| 35     | 17 maart 1917     | EA              | Duitse Keizerrijk | Neergeschoten, Karl Maurer †, Adolf Eduard von Marcard †             | Ten oosten van Attilloncourt (destijds Edelinghofen) |                              |
| 36     | 14 april 1917     | Albatros        | Duitse Keizerrijk | Neergeschoten, Karl Abelmann †, Heinrich Schönberg †                 | La Neuville                                          | FA 254 (zeer waarschijnlijk) |
| 37     | 2 mei 1917        | Albatros        | Duitse Keizerrijk | Neergeschoten, Felix Schilf †, Felix Bockenmühl †                    | Courtémont                                           | Schusta 10                   |
| 38     | 4 mei 1917        | Albatros C      | Duitse Keizerrijk | Neergeschoten, Johann Weidmann †, Walter Lagerhausen †               | Braye                                                | Schusta 25                   |
| 39     | 25 mei 1917       | LVG C           | Duitse Keizerrijk | Neergeschoten, verloor een vleugel, Georg Feldmann †, Georg Oehler † | Noordwestelijk van Corbeny                           | FA 257                       |
| 40     | 25 mei 1917       | Two-seater      | Duitse Keizerrijk | Neergeschoten                                                        | Juvincourt                                           |                              |
| 41     | 25 mei 1917       | DFW C           | Duitse Keizerrijk | Neergeschoten                                                        | Courlandon                                           |                              |
| 42     | 25 mei 1917       | Fokker          | Duitse Keizerrijk | Neergeschoten, Alfred Dahlstein †, Werner Gaedicke †                 | Guignicourt                                          | FA 254                       |
| 43     | 26 mei 1917       | Albatros        | Duitse Keizerrijk | Neergeschoten                                                        | Condé-sur-Suippe                                     |                              |
| 44     | 5 juni 1917       | Albatros C      | Duitse Keizerrijk | Neergeschoten, Fritz Schöder †, Ernst Scherb †                       | Berry-au-Bac                                         | FA 248                       |
| 45     | 5 juni 1917       | DFW C           | Duitse Keizerrijk | Neergeschoten, Rudofl Lehmann †, Hans Piller †                       | bos van Berru                                        | FA 267                       |
| 46     | 6 juni 1917       | DFW C           | Duitse Keizerrijk | Neergeschoten, vliegenier ongedeerd, Martin Heiber †                 | Brimont                                              | FA 278                       |
| 47     | 7 juli 1917       | Albatros        | Duitse Keizerrijk | Neergeschoten, Rheinhold Oertelt †                                   | Villers-Franqueux                                    | Jasta 19                     |
| 48     | 7 juli 1917       | DFW C           | Duitse Keizerrijk | Neergeschoten, vliegenier ongedeerd, Walter Ghers † volgende dag     | Moussy-sur-Aisne                                     | FA 280                       |
| 49     | 27 juli 1917      | Albatros        | Duitse Keizerrijk | Neergeschoten, Fritz Vossen †                                        | Westrozebeke                                         | Jasta 33                     |
| 50     | 28 juli 1917      | DFW C           | Duitse Keizerrijk | Neergeschoten, Friedrich Thasler †                                   | Merkem of Westrozebeke                               | Jasta 35                     |
| 51     | 17 augustus 1917  | Albatros C      | Duitse Keizerrijk | Neergeschoten, Ernst Schwartz †, Robert Fromm †                      | Vladslo                                              | FA 233                       |
| 52     | 17 augustus 1917  | DFW C           | Duitse Keizerrijk | Neergeschoten, Johann Neuenhoff †, Ulrich von Leyser †               | Houthulst                                            | FA 40                        |
| 53     | 20 augustus 1917  | DFW C           | Duitse Keizerrijk | Neergeschoten, Martin Ewald †, Walter Rode †                         | Poperinge                                            | FA 3                         |